# Сен-Жельвен
Сен-Жельве́н (фр. Saint-Gelven, брет. Sant-Jelven) — коммуна во Франции, находится в регионе Бретань. Департамент — Кот-д’Армор. Входит в состав кантона Гуарек. Округ коммуны — Генган.
Код INSEE коммуны — 22290.

## География
Коммуна расположена приблизительно в 410 км к западу от Парижа, в 110 км западнее Ренна, в 45 км к юго-западу от Сен-Бриё.
Вдоль южной границы коммуны протекает река Блаве.

## Население
Население коммуны на 2008 год составляло 313 человек.
| 1962 | 1968 | 1975 | 1982 | 1990 | 1999 | 2008 |
| ---- | ---- | ---- | ---- | ---- | ---- | ---- |
| 494  | 456  | 436  | 332  | 318  | 296  | 313  |

## Экономика
В 2007 году среди 191 человека в трудоспособном возрасте (15—64 лет) 128 были экономически активными, 63 — неактивными (показатель активности — 67,0 %, в 1999 году было 67,2 %). Из 128 активных работали 116 человек (60 мужчин и 56 женщин), безработных было 12 (6 мужчин и 6 женщин). Среди 63 неактивных 14 человек были учениками или студентами, 33 — пенсионерами, 16 были неактивными по другим причинам.

## Достопримечательности
- Аббатство Нотр-Дам[фр.] (XIII век). Исторический памятник с 1940 года[3]
- Усадьба Коррек (XVI век). Исторический памятник с 1980 года[4]
- Гранитный крест в деревне Кердребюий (XVII век). Исторический памятник с 1984 года[5]

## Фотогалерея

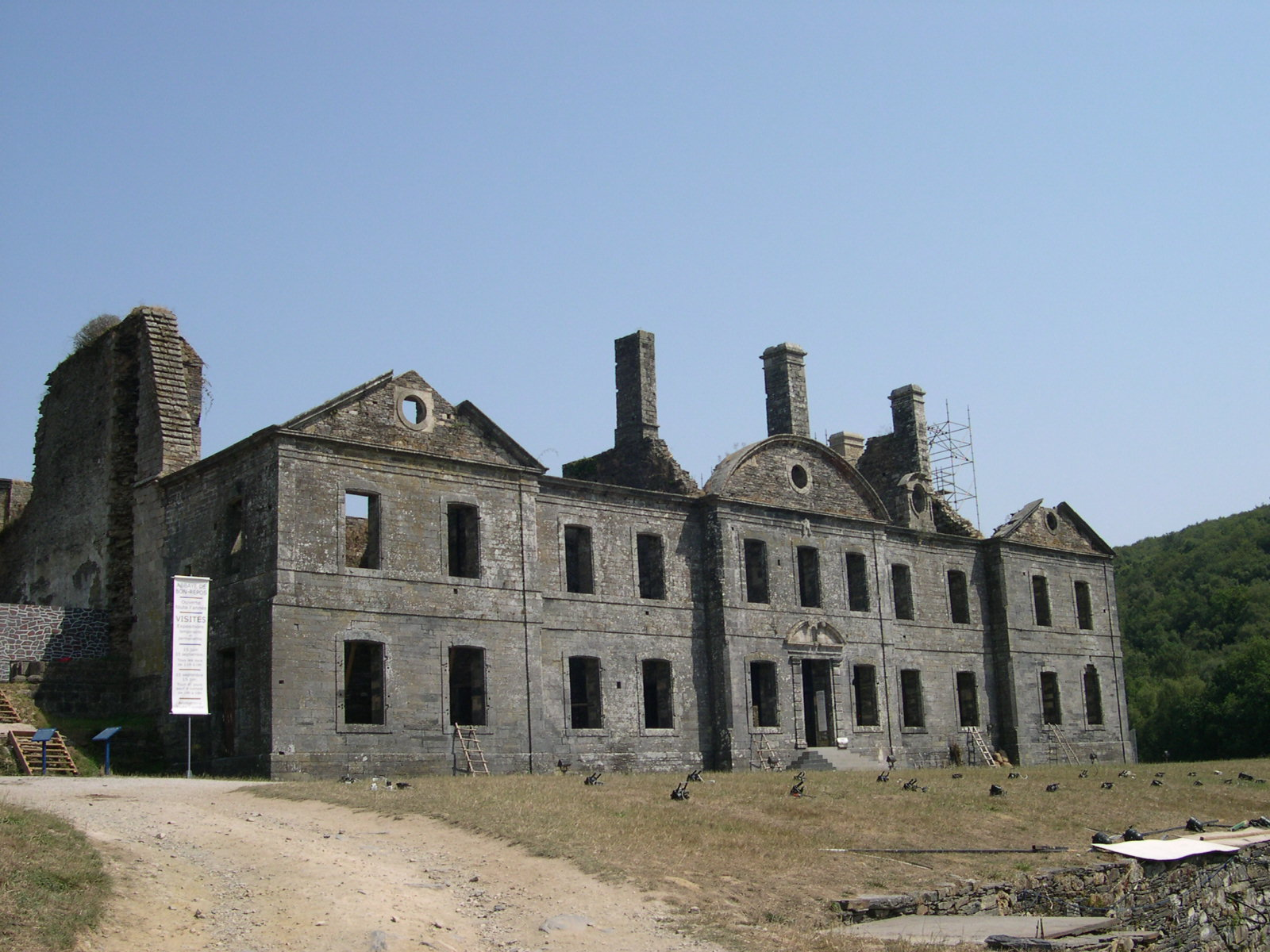
Аббатство Нотр-Дам
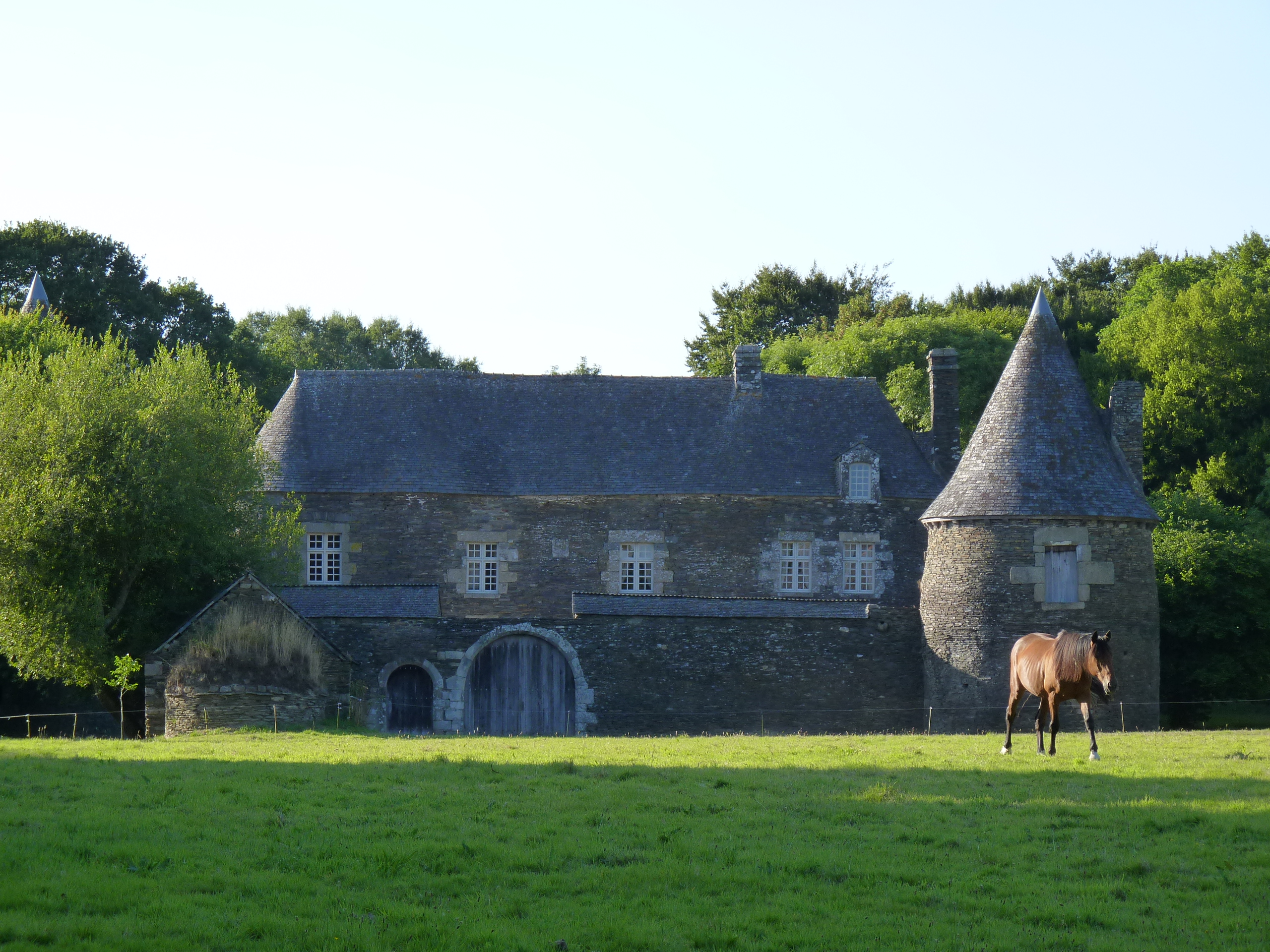
Усадьба Коррек
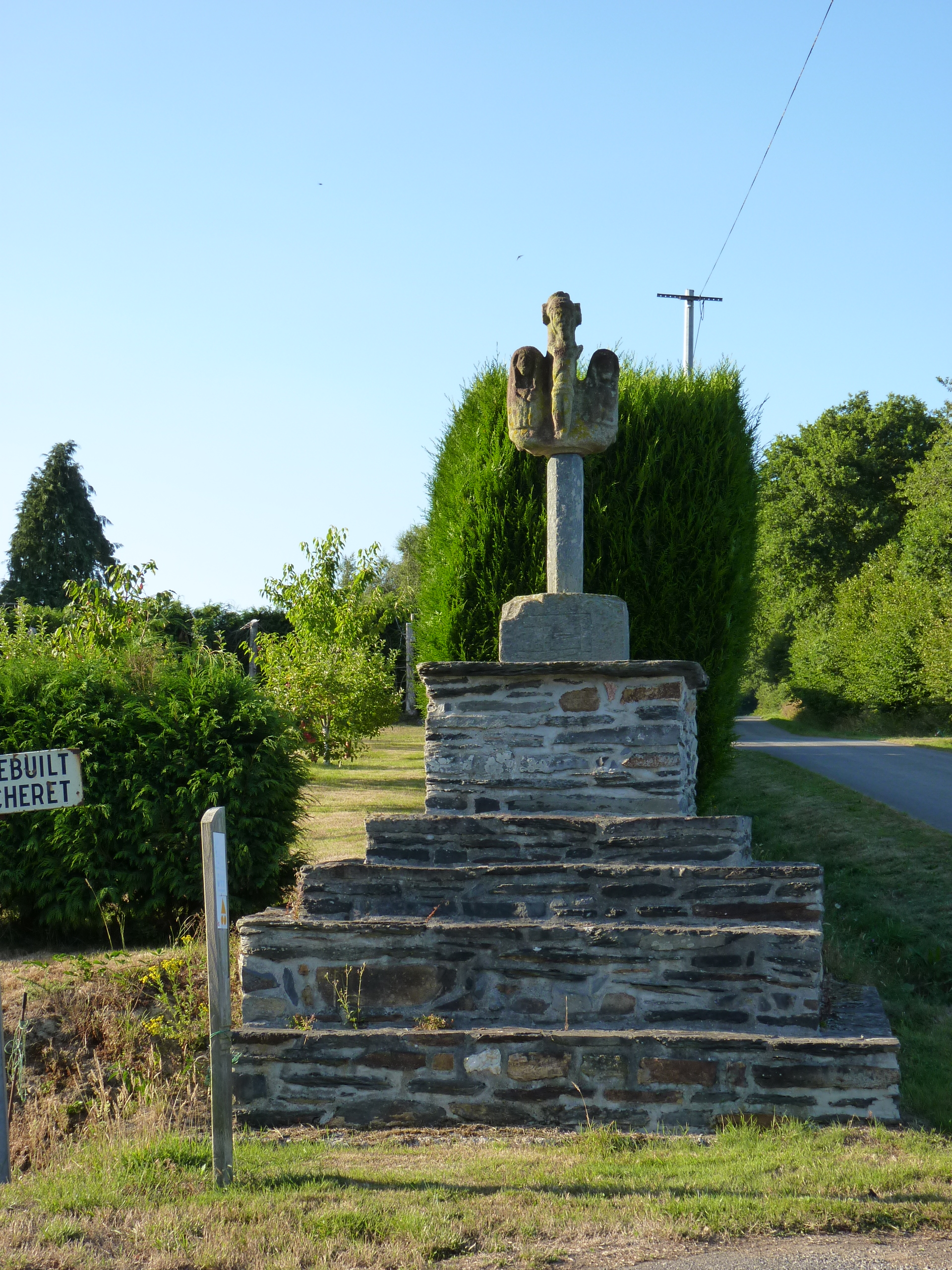
Крест
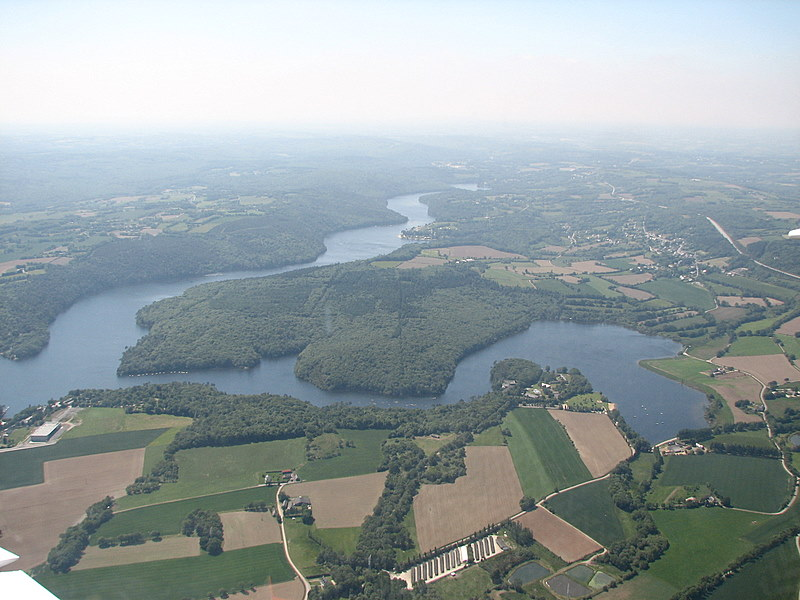
Озеро Герледан